# شهرک شیرزادی
شهرک شیرزادی یا ولیعصر، روستایی در دهستان چهل منی بخش سرخ قلعه شهرستان قلعه‌گنج در استان کرمان ایران است.

## جمعیت
بر پایه سرشماری عمومی نفوس و مسکن در سال ۱۳۹۵، جمعیت این روستا برابر با ۱۹۳ نفر (۵۸ خانوار) بوده‌است.